# Route nationale 580 (Belgique)
 (avril 2020).
Si vous disposez d'ouvrages ou d'articles de référence ou si vous connaissez des sites web de qualité traitant du thème abordé ici, merci de compléter l'article en donnant les références utiles à sa vérifiabilité et en les liant à la section « Notes et références ».
Pour les articles homonymes, voir Route nationale 580 (homonymie).
La route nationale 580 est une route nationale de Belgique de 2,4 kilomètres qui relie Montigny-le-Tilleul à Bomerée

## Description du tracé

### Communes sur le parcours
- Région wallonne
  -  Province de Hainaut
    - Montigny-le-Tilleul
    - Bomerée